# Kvarteret Klippan

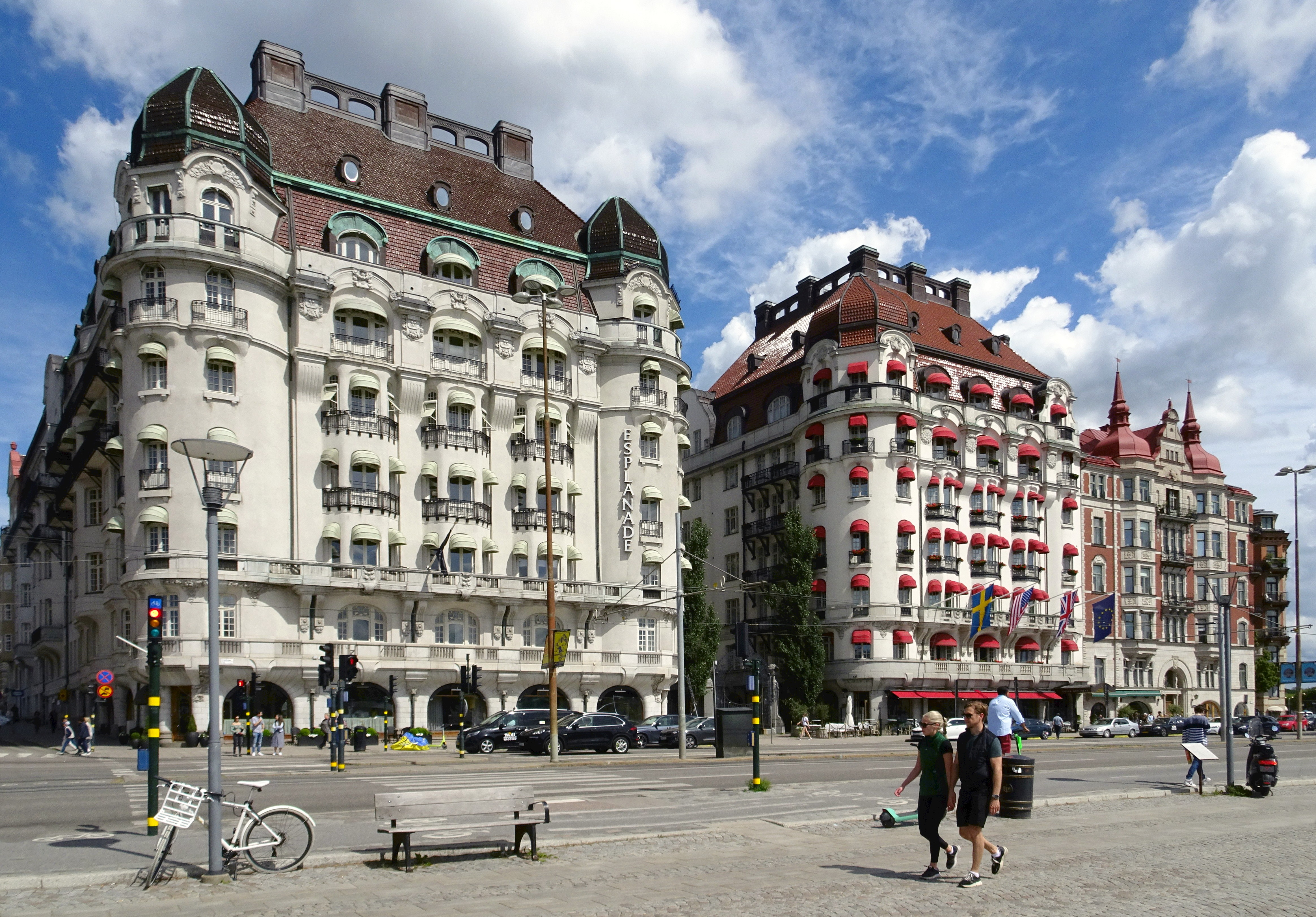
Kvarteret Klippan från söder: Strandvägen 7A (närmast), 7D och 9.

Kvarteret Klippan är ett kvarter på Östermalm i Stockholm. Kvarteret begränsas av Strandvägen i söder, av Skeppargatan i öster, av Kaptensgatan i norr och av Artillerigatan i väster. Kvarteret består idag (2022) av nio fastigheter varav nr 10, 11 och 12 är de mest kända med adressen Strandvägen 7A–C.

## Historik
Klippan är ett av de kvarter vid Strandvägen som redovisas redan på Petrus Tillaeus karta från 1733 och har där nr 40. Läget och riktning fogade sig i 1600-talets rutnätsplan (se Stadsplanering i Stockholm). På 1700-talet gick Ladugårdslandsvikens strandområde genom kvarterets södra del och Tillaeus karta visar där en otydlig strandlinje med några sjöbodar. I väster gränsade kvarteret till Lieutenandsgatan (Löjtnandagatan) som Artillerigatans södra del kallades då och i öster gick kvarteret, liksom idag, fram till Skiepparegatan (Skeppargatan). Kvartersnamnet Klippan hör till sanna kategori som Skravelberget större och Skravelberget mindre vilka idag påminner om den bergiga terrängen som fanns norr om nuvarande Nybroviken.

### Kvarteret genom tiden

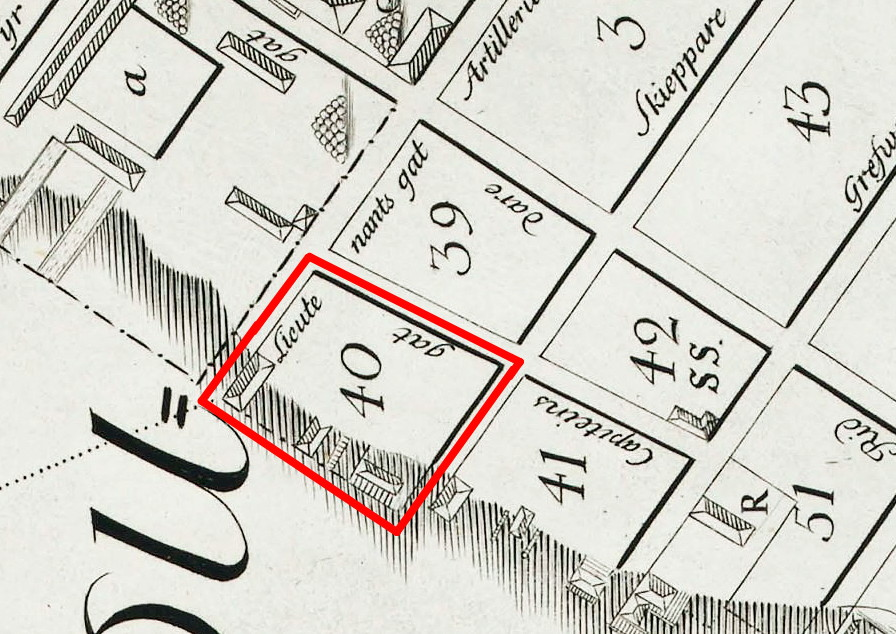
1733.
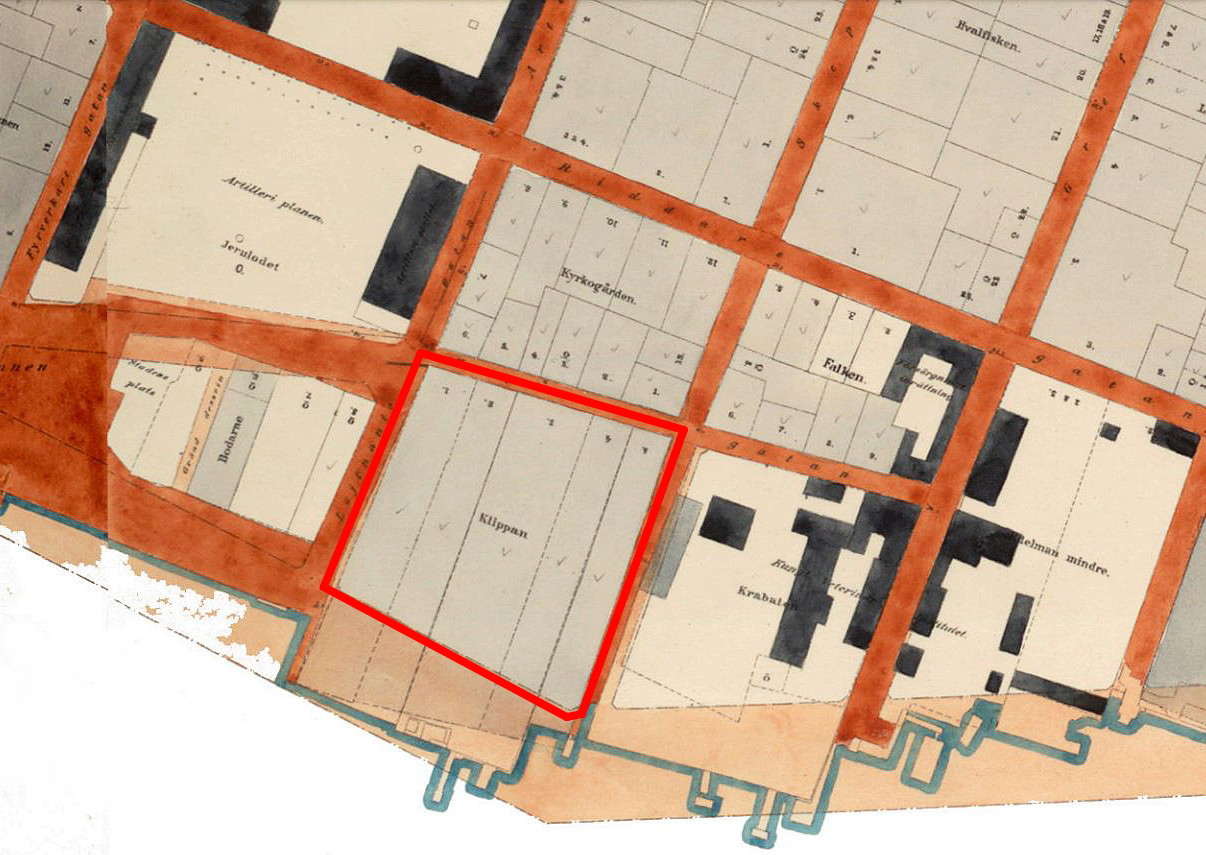
1863.
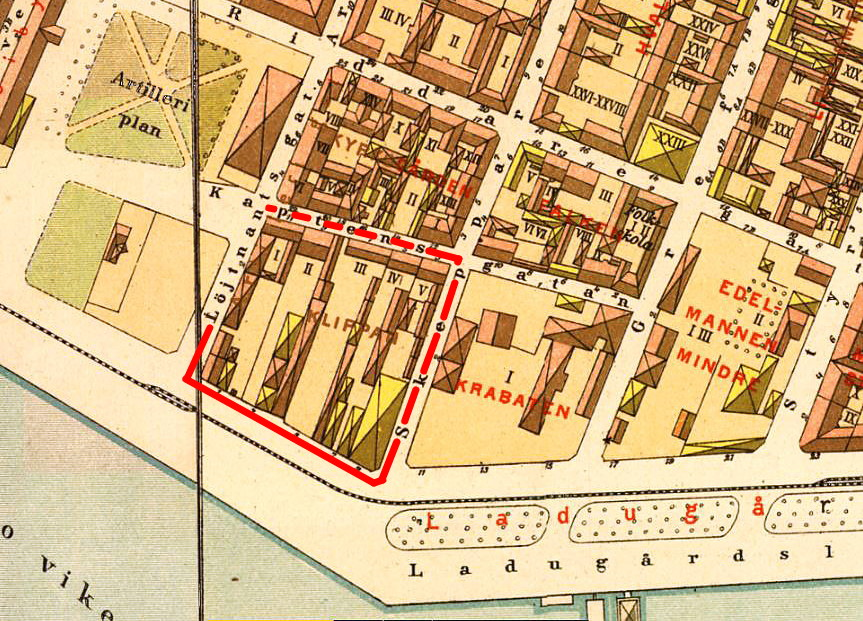
1885.
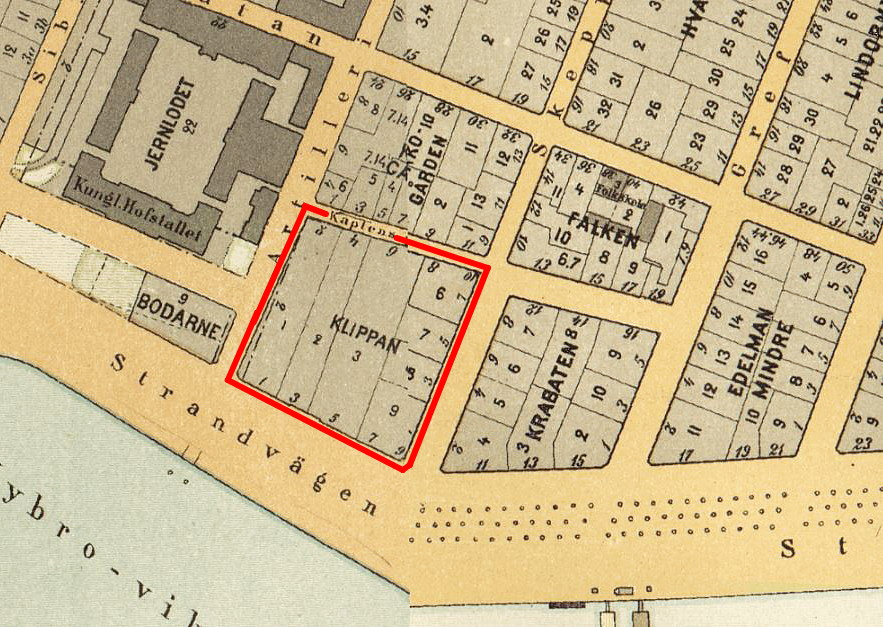
1899.
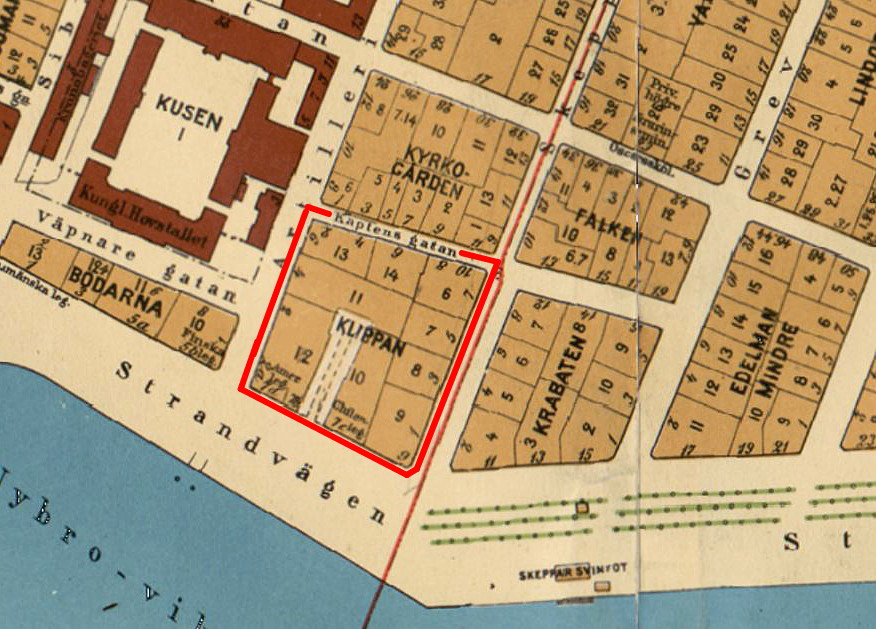
1930.

## Kvarterets nygestaltning
Redan 1857 började Stockholms stads representanter diskutera att rensa upp bland rucklen längs Ladugårdslandsviken och låta anlägga där en påkostad praktgata som kom att kallas Strandvägen. 1859 presenterades ett förslag av arkitekt Edvard von Rothstein, chefen för stadens vattenbyggnader. Där och på en karta från 1863 framgår Klippan med fem avlånga tomter vilka sträckte sig från Kaptensgatan ner till vattnet.
På kvarteret fanns en vildvuxen kåkstad men också några stenhus, bland annat en mindre kaptensgård från 1700-talet (vid Artillerigatan) och ett större flerbostadshus från 1800-talets (vid Kaptensgatan). På dagens adress Strandvägen 7A låg, enligt ett fotografi från 1906, Fr. Telenius skyltar och glastak och intill Carl Anderssons Ång-Vedsågeri. Bebyggelsen revs året därpå. På samma bild skymtar längst till höger brandgaveln för Klippan 9 (Strandvägen 9) och gårdsfasaden för Klippan 7 och 8 (Skeppargatan 3–5) som färdigställdes år 1900.
| Klippans fastigheter 12 och 11 (Strandvägen 7A och 7B) sedda från samma kamerapunkt 1906 och 1914. |  | Klippans fastigheter 12 och 11 (Strandvägen 7A och 7B) sedda från samma kamerapunkt 1906 och 1914. |
| Klippans fastigheter 12 och 11 (Strandvägen 7A och 7B) sedda från samma kamerapunkt 1906 och 1914. |  | |

En första stadsplan för Klippan fastställdes i oktober 1879, följd av reviderade stadsplaner 1890, 1938, 1942, 1944 och 1979 samt nu gällande från 1987. I december 1861 började gatans anläggningsarbeten med omfattande utfyllningar och kajarbeten som pågick till 1876. De första träden planterades 1879. Samtliga byggnader i kvarterets östra del revs 1896 och i västra delen 1907. Kvarterets nya bebyggelse tillkom i etapper mellan 1897 och 1912. Sist ut var Strandvägen 7 med sin öppna gård mot gatan och idag plats för Hotel Esplanade (nr 7A) och Hotel Diplomat (nr 7C).

### Kvarterets fastigheter

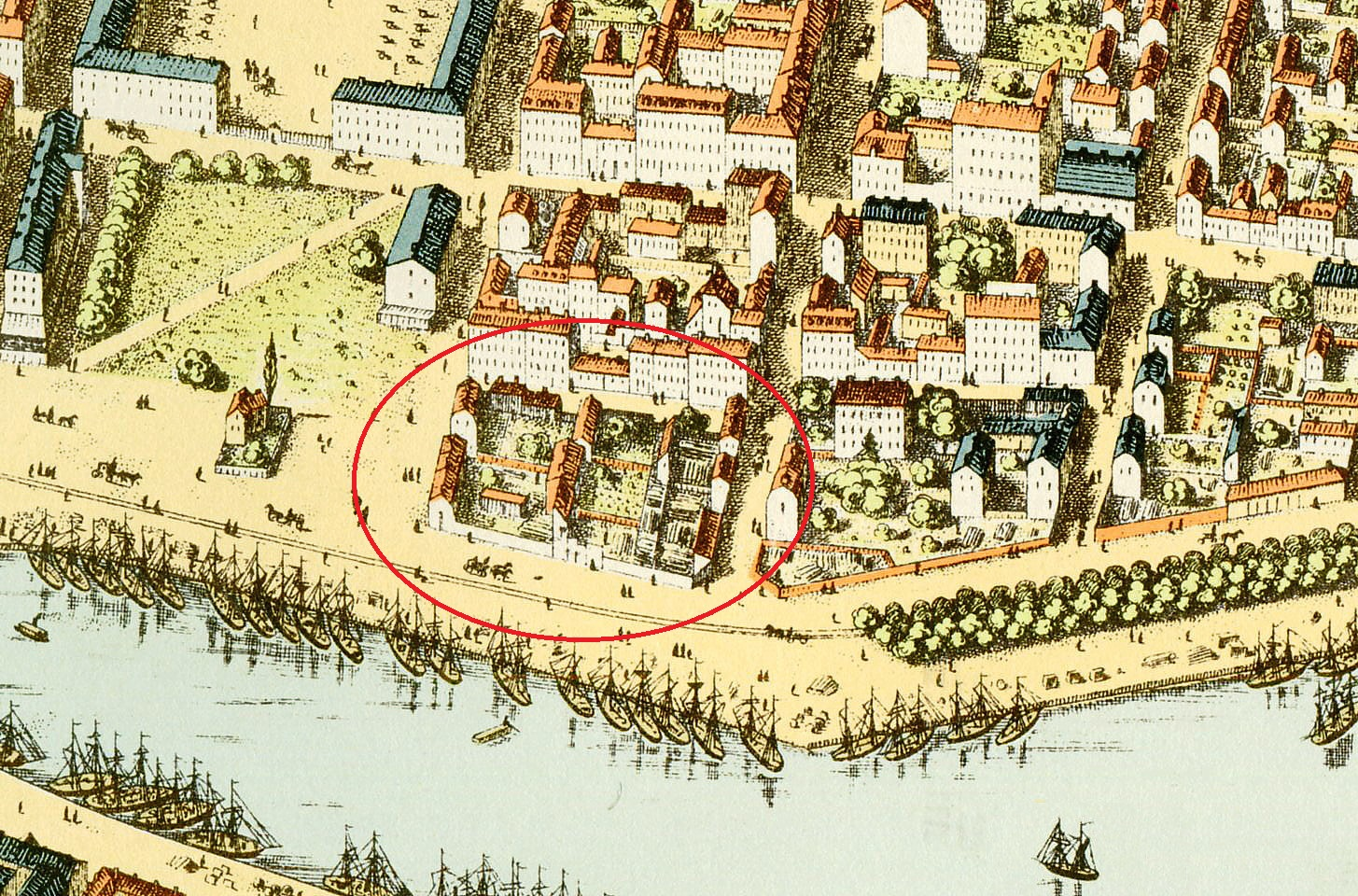
Kvarteret Klippan på Heinrich Neuhaus Panorama över Stockholm från 1870-talet.

- Klippan 6, Skeppargatan 7, byggår 1899, arkitekt Victor Dorph.[3]
- Klippan 7 och 8, Skeppargatan 3–5, byggår 1900, arkitekt Carl Österman.[4]
- Klippan 9, Strandvägen 9, byggår 1900, arkitekt Johan Laurentz.[5]
- Klippan 10, Strandvägen 7C, byggår 1910, arkitekt Hagström & Ekman.[6]
- Klippan 11, Strandvägen 7B, byggår 1912, arkitekt Hagström & Ekman.[7]
- Klippan 12, Strandvägen 7A, byggår 1911, arkitekt Hagström & Ekman.[8]
- Klippan 13, Artillerigatan 6, byggår 1911, arkitekt Höög & Morssing.[9]
- Klippan 14, Kaptensgatan 4–6, byggår 1911, arkitekt E.W. Nyberg.[10]

### Bebyggelsens kulturhistorisk klassificering
Kvarterets bebyggelse mot Strandvägen präglades av ett vid tiden mycket kända arkitektkontor: Hagström & Ekman. De ritade det mycket exklusiva bostadshuskomplexet i Klippan 10, 11 och 12 och gestaltade husen i svällande jugendbarock. Samtliga tre fastigheter är blåmärkta av Stadsmuseet i Stockholm vilket betyder "att bebyggelsen bedöms ha synnerligen höga kulturhistoriska värden". Övriga fastigheter, utom Klippan 6, är grönmärkta och bedöms av Stadsmuseet som "särskilt värdefulla från historisk, kulturhistorisk, miljömässig eller konstnärlig synpunkt". Klippan 6 har en gulmärkning som innebär "att bebyggelsen har positiv betydelse för stadsbilden och/eller har ett visst kulturhistoriskt värde".

### Bilder

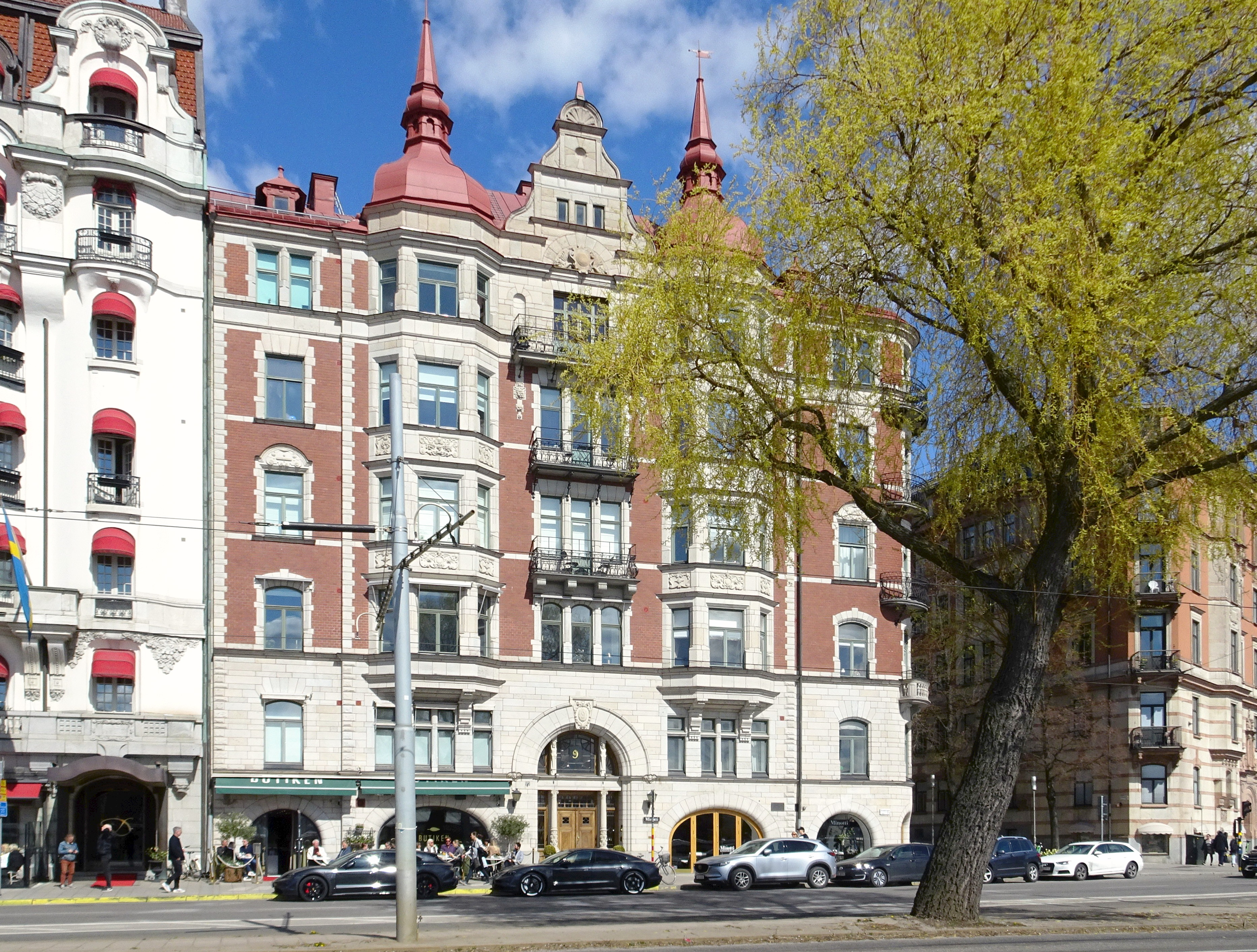
Klippan 9, Strandvägen 9.
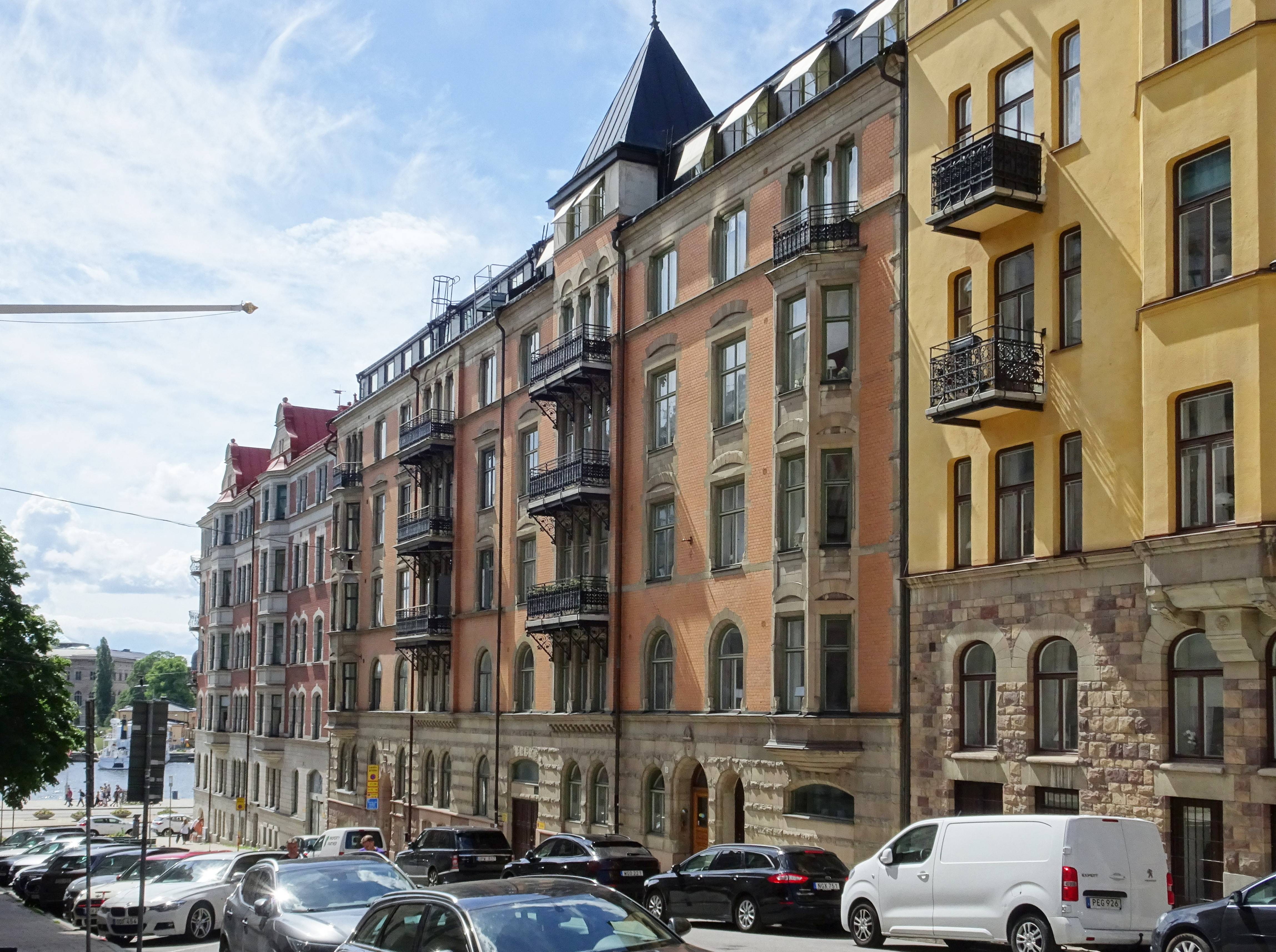
Från vänster: Klippan 9, 8, 7, 6, Skeppargatan 1–7.
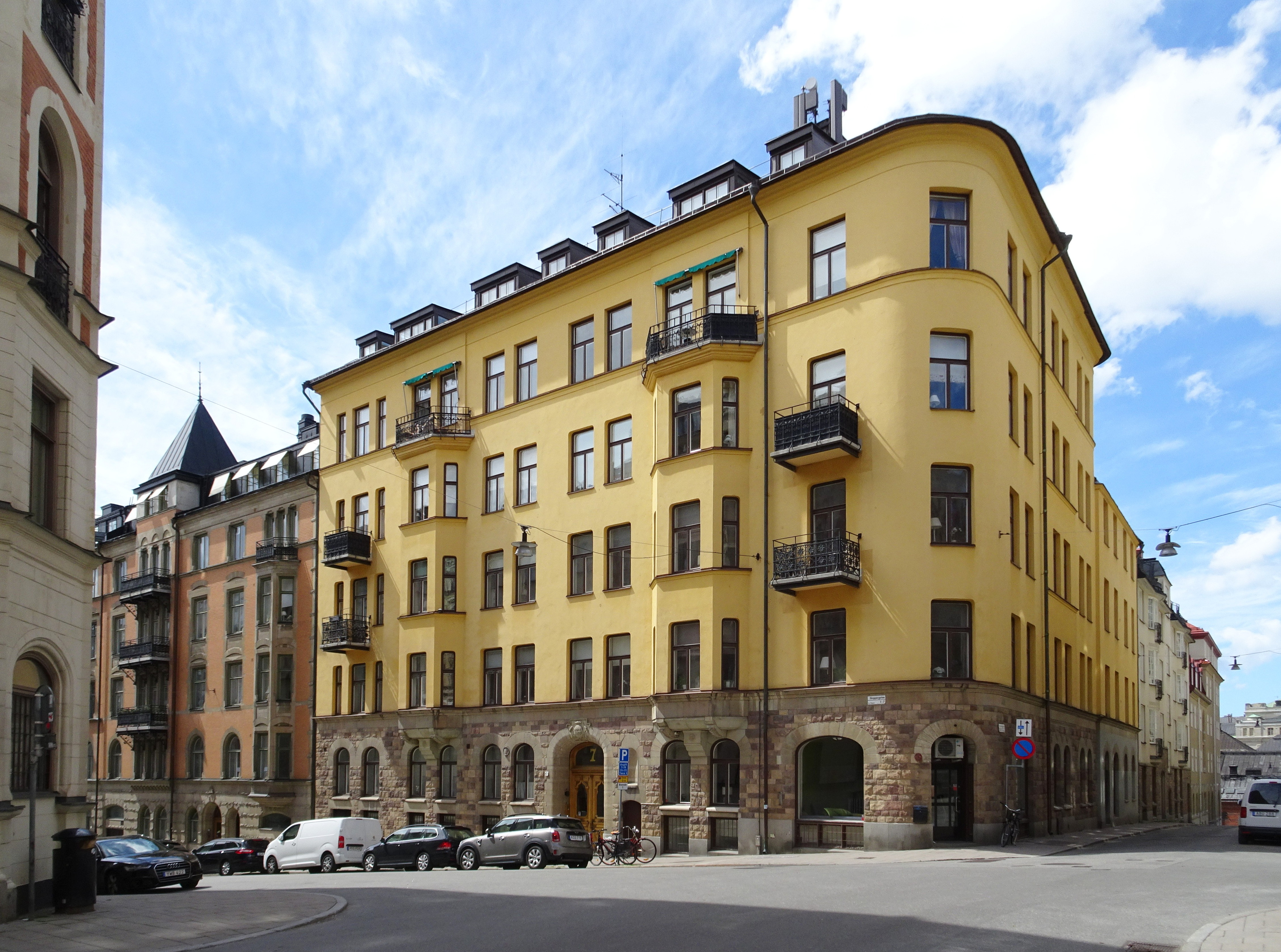
Klippan 6, Skeppargatan 7 / Kaptensgatan 10.
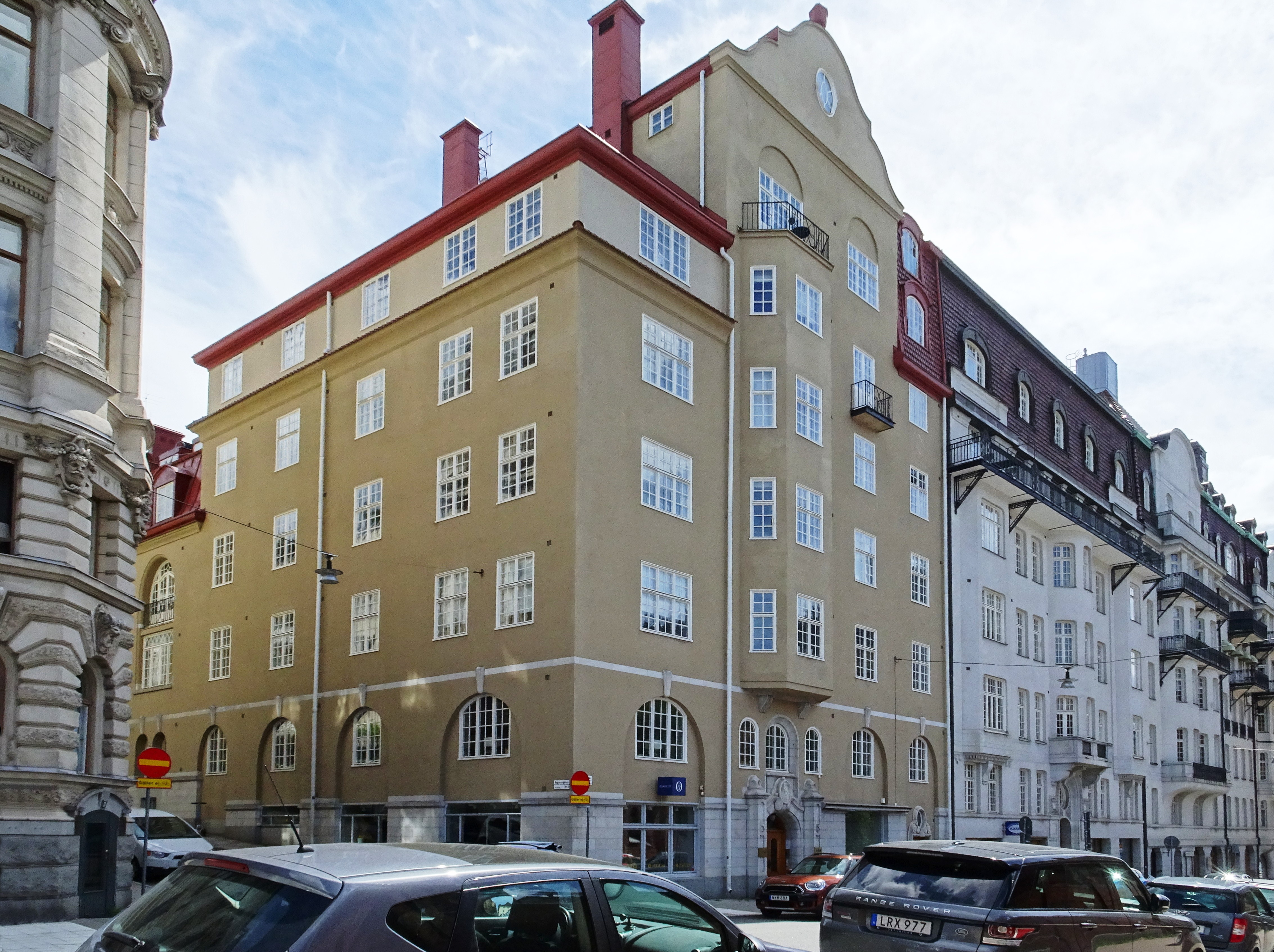
Klippan 13, Kaptensgatan 2 / Artillerigatan 6.
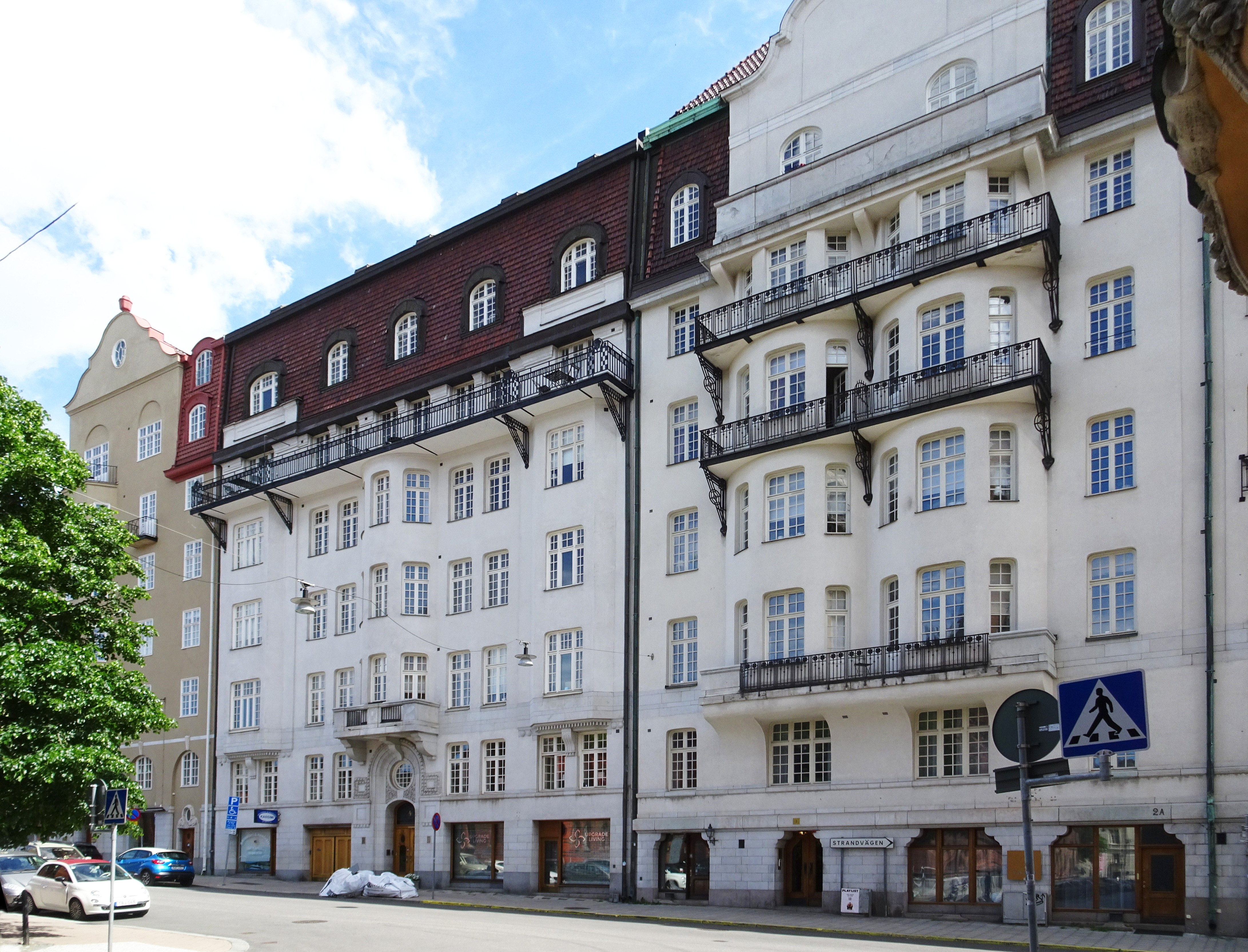
Klippan 11, Artillerigatan 4.